# Listă de biblioteci universitare din România
Aceasta este o listă de biblioteci universitare din România.
Potrivit Legii nr.334/2002 privind bibliotecile, bibliotecile universitare sunt biblioteci de drept public sau de drept privat, care au ca utilizatori principali studenții, cadrele didactice și cercetătorii din instituțiile de învățământ superior. Bibliotecile universitare, în limitele prevăzute de regulamentul de organizare, pot funcționa și ca biblioteci publice. Bibliotecile universitare, în limitele prevăzute de regulamentul de organizare, pot funcționa și ca biblioteci publice.
Din categoria bibliotecilor universitare fac parte:
1. bibliotecile centrale universitare
2. bibliotecile instituțiilor de învățământ superior de stat sau privat

Bibliotecile centrale universitare sunt subordonate Ministerului Educației, fiind finanțate de către acesta, iar bibliotecile instituțiilor de învățământ superior de stat sau privat sunt subordonate senatelor acestor instituții și finanțate din bugetul acestora. Colecțiile bibliotecilor se constituie și se dezvoltă prin transfer, schimb interbibliotecar național și internațional, donații, legate și sponsorizări, precum și prin achiziționarea unor servicii culturale de bibliotecă, respectiv achiziționarea de documente specifice, publicații, cărți vechi și din producția editorială curentă.

## Bibliotecile centrale universitare

### București
- Biblioteca Centrală Universitară „Carol I” din București Pagina web

### Cluj-Napoca
- Biblioteca Centrală Universitară „Lucian Blaga” din Cluj-Napoca Pagina web

### Iași
- Biblioteca Centrală Universitară „Mihai Eminescu” din Iași Pagina web Arhivat în 24 iulie 2017, la Wayback Machine.

### Timișoara
- Biblioteca Centrală Universitară „Eugen Todoran” din Timișoara Pagina web

## Bibliotecile instituțiilor de învățământ superior

### Brașov
- Biblioteca Universității Transilvania din Brașov Pagina web

### București și Ilfov
- Biblioteca Centrală a Universității Politehnica din București Pagina web
- Biblioteca Universității de Medicină și Farmacie „Carol Davila” din București Pagina web
- Biblioteca Universității Tehnice de Construcții din Bucuresti Pagina web
- Biblioteca Universitatii Naționale de Educație Fizică și Sport din Bucuresti Pagina web Arhivat în 2 august 2021, la Wayback Machine.
- Biblioteca Școalii Naționale de Studii Politice și Administrative din Bucuresti Pagina web

### Constanța
- Biblioteca Universității Maritime din Constanța Pagina web
- Biblioteca Universitară „Ioan Popișteanu” a Universității „Ovidius” din Constanța Pagina web

### Dâmbovița
- Biblioteca Universității „Valahia" din Târgoviște Pagina web

### Dolj
- Biblioteca Universității din Craiova Pagina web

### Iași
- Biblioteca Universității de Științele Vieții „Ion Ionescu de la Brad" din Iași Pagina web
- Biblioteca Universității de Medicină și Farmacie „Grigore T. Popa" din Iași Pagina web
- Biblioteca Universității Tehnice „Gheorghe Asachi” din Iași Pagina web

### Maramureș
- Biblioteca Centrului Universitar Nord din Baia Mare al Universității Tehnice din Cluj-Napoca Pagina web

### Prahova
- Biblioteca Centrală a Universității Petrol-Gaze din Ploiești Pagina web

### Timiș
- Biblioteca Universității de Medicină și Farmacie „Victor Babeș” din Timișoara Pagina web
- Biblioteca Centrală a Universității Politehnica din Timișoara Pagina web